# Secondhand Rapture
Secondhand Rapture je debutové album amerického indie popového dua MS MR, které vydalo Columbia Records 14. května 2013. Skladby na albu byly napsány a produkovány skupinou MS MR, dodatečnou produkci a mixing obsataral Tom Elmhirst. Toto studiové album obsahuje singly "Hurricane", "Fantasy" a "Think of You".

## Singly
- Skladba "Hurricane" byla vydána jako vůbec první evropský singl. Píseň byla velmi populární v Německu, kde se dostala až na 36. místo hitparády nejlepších singlů. V dubnu roku 2013 byl "Hurricane" znovu vydán jako druhý mezinárodní singl z alba.

- "Fantasy" byl vydán jako oficiálně první signl z alba. Hudební videoklip k písni vyšel 4. února 2013.

- Skladba s názvem "Think of You" vyšla jako 3. singl v pořadí v UK.

## Komercializace
V roce 2013 zazněly 4 skladby ("Salty Sweet", "Hurricane", "This Isn't Control" and "Bones") z debutového alba skupiny MS MR v televizním seriálu Pretty Little Liars.
"Písně Salty Sweet" a "Bones" byly použity v epizodách 9. řady populárního amerického seriálu Chirurgové.
Song "Bones" zazněl v upoutávce na 3. řadu seriálu Game of Thrones, zároveň byl použit v upoutávce na nový seriál stanice TNT s názvem Cold Justice.

## Seznam skladeb
Všechny skladby napsal(i) MS MR, dodatečná produkce od Toma Elmhirsta. 
| Pořadí         | Název               | Délka |
| -------------- | ------------------- | ----- |
| 1.             | Hurricane           | 3:46  |
| 2.             | Bones               | 4:15  |
| 3.             | Ash Tree Lane       | 3:13  |
| 4.             | Fantasy             | 3:28  |
| 5.             | Dark Doo Wop        | 2:53  |
| 6.             | Head Is Not My Home | 3:33  |
| 7.             | Salty Sweet         | 3:12  |
| 8.             | Think of You        | 3:26  |
| 9.             | Twenty Seven        | 3:39  |
| 10.            | BTSK                | 3:27  |
| 11.            | No Trace            | 3:16  |
| 12.            | This Isn't Control  | 3:58  |
| Celková délka: | Celková délka:      | 42:06 |

| Amazon exkluzivní verze (MP3 stažení) | Amazon exkluzivní verze (MP3 stažení) | Amazon exkluzivní verze (MP3 stažení) |
| Pořadí                                | Název                                 | Délka                                 |
| ------------------------------------- | ------------------------------------- | ------------------------------------- |
| 13.                                   | Fantasy (Nicita Remix)                | 3:39                                  |

| iTunes bonusová skladba | iTunes bonusová skladba              | iTunes bonusová skladba |
| Pořadí                  | Název                                | Délka                   |
| ----------------------- | ------------------------------------ | ----------------------- |
| 13.                     | Fantasy (Kele from Bloc Party Remix) | 5:56                    |

| Spotify bonusová skladba | Spotify bonusová skladba | Spotify bonusová skladba |
| Pořadí                   | Název                    | Délka                    |
| ------------------------ | ------------------------ | ------------------------ |
| 13.                      | Strings                  | 3:57                     |

## Obsazení
- Umělecká režie + Design: MS MR + Anita Marisa Boriboon
- Fotografie: Tyler Kohloff
- Styling: Lana Lackey
- Účes + Make-up: Laura Stiassini
- Ilustrace: Carmen Maria Traud

## Historie vydání
| Region             | Datum           | Vydavateslví         | Formát(y)                    |
| ------------------ | --------------- | -------------------- | ---------------------------- |
| Německo            | 10. květen 2013 | Columbia, Sony Music | CD, digitální stažení, vinyl |
| Francie            | 10. květen 2013 | Columbia, Sony Music | digitální stažení            |
| Spojené království | 10. květen 2013 | Columbia, Sony Music | digitální stažení            |
| Francie            | 13. květen 2013 | Columbia, Sony Music | CD                           |
| Spojené království | 13. květen 2013 | Columbia, Sony Music | CD, vinyl                    |
| Celosvětově        | 14. květen 2013 | Columbia, Sony Music | CD, digitální stažení, vinyl |